# Ambroise Firmin Didot
Pour les articles homonymes, voir Didot.
Ambroise Firmin Didot, né le 21 décembre 1790 à Paris où il est mort le 22 février 1876, est un imprimeur, éditeur, helléniste et collectionneur d'art français.

## Biographie
Fils aîné de Firmin Didot (1764-1836), il dirigea la maison Didot avec son frère cadet, Hyacinthe Firmin Didot.
Élève de l'érudit Adamántios Koraïs qui, par amitié et estime, lui apprit bénévolement le grec dès 1808, il ne cessa de s'intéresser au sort des Grecs sous domination ottomane, fit don de livres pour la bibliothèque du collège de Chios, et s'embarqua pour la Grèce et l'Orient en 1816.
En 1824, il participa à la création du comité philhellène de Paris.
On doit aux fils de Firmin-Didot d'importants perfectionnements dans la fabrication du papier ; ils ont les premiers fabriqué le papier sans fin.
Marié à Mlle Micard, il est le père d'Alfred Firmin-Didot (1828-1913) et le beau-père d'Adolphe Noël des Vergers.
Sa riche bibliothèque est vendue à Paris de 1878 à 1884.

## Principales publications
- Essay sur la Typographie, Extrait du Tome XXVI de l'Encyclopédie moderne, Typographie de Firmin Didot Frères, Imprimeurs de l'Institut de France, Paris, Rue Jacob 56, 1851 ;
- Les Estienne. Henri I ; François I et II ; Robert I, II et III ; Henri II ; Paul et Antoine, extrait de la Nouvelle biographie générale publiée par M. M. Firmin Didot frères, Paris, impr. de Firmin Didot frères, fils et cie, 1856 ;
- Essai typographique et bibliographique sur l'histoire de la gravure sur bois, par Ambroise Firmin-Didot, servant d'introduction aux « Costumes anciens et modernes » de César Vecellio, Paris, impr. de A. Firmin-Didot, 1863 ;
- Catalogue raisonné des livres de la bibliothèque de M. Ambroise Firmin-Didot, tome I : Livres avec figures sur bois. Solennités. Romans de chevalerie, Paris, impr. de A. Firmin-Didot, 1867 ;
- Observations sur l'orthographe française, suivies d'un exposé historique des opinions et systèmes sur ce sujet, depuis 1527 jusqu'à nos jours, Paris, A. Firmin-Didot, 1867

- Des apocalypses figurées manuscrites et xylographiques. Deuxième appendice au « Catalogue raisonné des livres de la bibliothèque de M. Ambroise Firmin-Didot », Paris, impr. de A. Firmin-Didot, 1870 ;
- Études sur la vie et les travaux de Jean, sire de Joinville. 1re partie, accompagnée d'une notice sur les manuscrits du sire de Joinville, par M. Paulin Paris, Paris, impr. de A. Firmin-Didot, 1870 ;
- Étude sur Jean Cousin, suivie de notices sur Jean Leclerc et Pierre Waeirist (Paris, Imprimerie de A. Firmin Didot, 1872) ;
- Alde Manuce et l'hellénisme à Venise, Paris, impr. de A. Firmin-Didot, 1875 ;
- Les Graveurs de portraits en France. Catalogue raisonné de la collection de portraits de l'École française appartenant à Ambroise Firmin-Didot, Paris, Libr. Firmin-Didot et Cie, 2 vol., 1875-1877 ;
- Notes d'un voyage fait dans le Levant en 1816 et 1817, Paris : impr. de Firmin-Didot, s. d.

### Édition d'ouvrages
- Thesaurus graecæ linguæ ab Henrico Stephano constructus. Post editionem anglicam novis additamentis auctum, ordineque alphabetico digestum, tertio ediderunt Carolus Benedictus Hase, G. R. Lud. de Sinner, et Theobaldus Fix, 8 tomes en 9 vol. in-fol, Paris, A. Firmin-Didot, 1831-1865[4] ;
- Glossarium mediæ et infimæ latinitatis conditum a Carolo Dufresne, domino Du Cange, Paris, F. Didot frères, 7 vol., 1840-1850.

### Traductions
- Thucydide, Histoire de la guerre du Péloponèse, Paris, 1833 ; 2e édition en 3 vol., 1868-1872 ;
- Anacréon, Odes d'Anacréon, avec 54 compositions par Girodet, Paris. impr. de F. Didot frères, 1864.

## Hommages
Une statue d'Ambroise Firmin Didot est commandée en 1888 par le conseil municipal de Sorel-Moussel (Eure-et-Loir) au sculpteur Félix Charpentier et inaugurée en 1890 sur la place Firmin-Didot. Il est représenté en pied, avec un livre dans la main droite, l'autre main sur la poignée d'une vis de presse.